# Conjuring the Dead
Conjuring the Dead è il decimo album in studio del gruppo blackened death metal austriaco Belphegor, pubblicato nel 2014.

## Tracce
1. Gasmask Terror – 3:41
2. Conjuring the Dead – 4:33
3. In Death – 4:12
4. Rex Tremendae Majestatis – 5:21
5. Black Winged Torment – 3:27
6. The Eyes (instrumental) – 1:19
7. Legions of Destruction – 4:28
8. Flesh, Bones and Blood – 3:32
9. Lucifer, Take Her! – 2:48
10. Pactum in Aeternum – 3:18